# Hans Munck Andersen
Hans Munck Andersen, född 1943, är en dansk keramiker.
Munck Andersen var 1968–1971 anställd vid Den kongelige Porcelainsfabrik i Köpenhamn. 1973 startade han tillsammans hustrun en egen verkstad på Bornholm, från 1975 driven tillsammans med Gerd Hiort Petersen. Andersen har tillverkat säregna och personliga kärl i oglaserad genomfärgad porlsinslera, karakteriserade av en mosaikartad mönstring i pastellfärger.